# 日本國鐵DF40型柴油機車
DF40型柴油机车（日语：DF40形ディーゼル機関車）是日本國有鐵道的电力传动柴油機車車型之一，由川崎車輛、川崎重工業于1955年设计制造，1962年后改称为DF91型柴油机车。该型机车属于实验性车型，仅试制了一台并未投入批量生产。

## 开发背景
1950年代初，受到美国和联邦德国大力推动牵引动力内燃化改革的影响，日本国有铁道也开始计划非电气化干线的牵引动力现代化。随着旧金山和平条约的签订，日本在1952年完成了从统制经济到市场经济的转变，正式结束了石油制品统制制度，日本国铁随即恢复新型柴油机车的研制工作。在国铁柴油机车处于开发和摸索阶段的1950年代，日本国内的铁路机车制造商先后试制了一系列原型车，日本国铁并与制造商订立了车辆贷借契约，以租借的名义将这些原型车纳入国铁车辆编制及进行试验，1955年研制成功的DF40型柴油机车即为其中之一。

## 运用历史
1956年4月，日本国铁从川崎车辆借入DF40 1号机车，并配属四国铁道管理局高松机关区，在四国地区的土讚線进行试运行。试验结果显示，虽然两台三轴转向架（Co-Co轴式）的走行部分重量比三台二轴转向架（Bo-Bo-Bo轴式）轻，但由于三轴转向架的固定轴距较长，当机车通过小半径曲线时会产生较大的横向侧压力，比该线使用的D51型蒸汽机车大50%以上。1956年初，DF40 1号机车返回川崎车辆进行改造，例如增大旁承弹簧的静挠度、削薄转向架中间轮对的轮缘等。1956年10月，DF40 1号机车完成改造后配属高知机关区，试验结果证明经改造的转向架有效减轻了横向侧压力，基本达到了D51型蒸汽机车的同等水平。
同年11月国铁运行图调整，开始使用DF40型柴油机车担当土讚線的旅客列车和货物列车牵引任务，包括“南风号”準急列車。1958年3月，DF50型柴油机车开始投入土讚線运用，DF40 1号机车因而返回川崎车辆进行检修，至同年6月再度回到四国。1958年8月，日本国铁正式购入DF40 1号机车，并于1962年改称为DF91型柴油机车。由于其不少零部件都可以与DF50型500番台柴油机车通用，而且轴式的差异亦没有影响与DF50型柴油机车的共通运用，因此DF40型柴油机车也是国铁初代柴油机车之中使用寿命较长的一种原型车。1975年2月28日，DF91 1号机车正式停运报废，后来在四国旅客铁道多度津工厂解体处理。

## 技术特点
DF40型柴油机车是由川崎车辆和川崎重工业自行开发研制的电力传动干线柴油机车。机车采用双端司机室和内走廊结构的箱型车体，车体两侧设有五个圆形的采光玻璃窗。机车落成当初采用非贯通式前端结构，司机室外形类似于同时期的EH10型电力机车，前窗部分在中央分割为两块玻璃并稍微具有后倾角；车体涂装以天蓝色为主色，配以一圈围绕车体下部的橙黄色带。至1964年，为了满足与DF50型柴油机车重联运用的需要，在排障器上加装了重联用的电气连接器，并于翌年将两端司机室改造为带有贯通门的贯通式结构，以便机车重联时乘务人员通过到另一台机车，车头外形因而变得与DF50型柴油机车相同，车体涂装亦改为采用灰色和红色构成的双色涂装。
DF40型柴油机车装有一台川崎重工業制造的V6V22/30型柴油机，由联邦德国的曼恩集团（MAN）转让技术及授权生产。曼恩的柴油机曾经被应用于第二次世界大战中的德国U型潜艇，后来由川崎重工业制造的DF50型500番台柴油机车亦采用了经过改良的V6V22/30MA型柴油机。V6V22/30型柴油机是一种四冲程、12气缸、水冷式的V型中速柴油机，气缸直径为220毫米，活塞行程为300毫米，持续功率为1200马力（895千瓦），额定转速为每分钟900转。
传动系统使用由川崎车辆自行开发的直—直流电传动装置。柴油机直接驱动一台直流牵引发电机，并将发出的直流电供给六台并联的直流牵引电动机。机车装用一台独立励磁的K4-730A型牵引发电机，额定功率为730千瓦，额定转速为每分钟900转。每个转向架装有三台K4-1453A型串励直流牵引电动机，额定功率为108千瓦，额定转速为每分钟500转。为了扩大机车的的恒功率调速范围，还可以对牵引电动机进行一级磁场削弱。
机车走行部为两台三轴摇枕式转向架，构架采用“目”字形的铸钢结构，轴箱采用导框式定位结构，一系悬挂装置为轴箱顶端的螺旋弹簧。车体通过旁承支座支撑在摆动式摇枕上，摇枕由一对钢板弹簧和一对摇枕横梁组成，并通过吊杆悬挂在转向架构架的侧梁上。摇枕装置位于转向架中部，两根摇枕横梁分别设置在第一（四）轴和第二（五）轴、第二（五）轴和第三（六）轴之间。牵引力和制动力通过中心销传递。基础制动装置采用双侧踏面制动，但受转向架摇枕结构的限制，只有每个转向架的两端车轴是制动轴，中间车轴不设制动装置，一台机车共设有八个制动缸。